# روبرت أدريان
روبرت أدريان هو فنان تشكيلي كندي، ولد في 22 فبراير 1935 في تورونتو في كندا، وتوفي في 7 سبتمبر 2015 في فيينا في النمسا.